# Coventry (Connecticut)
Coventry és una població dels Estats Units a l'estat de Connecticut. Segons el cens del 2000 tenia 11.504 habitants.

## Demografia
Segons el cens del 2000, Coventry tenia 11.504 habitants, 4.261 habitatges, i 3.191 famílies. La densitat de població era de 117,8 habitants per km².
Dels 4.261 habitatges en un 37,4% hi vivien nens de menys de 18 anys, en un 64% hi vivien parelles casades, en un 7,2% dones solteres, i en un 25,1% no eren unitats familiars. En el 18,6% dels habitatges hi vivien persones soles el 6,1% de les quals corresponia a persones de 65 anys o més que vivien soles. El nombre mitjà de persones vivint en cada habitatge era de 2,69 i el nombre mitjà de persones que vivien en cada família era de 3,09.
Per edats la població es repartia de la següent manera: un 27,1% tenia menys de 18 anys, un 5,9% entre 18 i 24, un 33,7% entre 25 i 44, un 24,8% de 45 a 60 i un 8,5% 65 anys o més.
L'edat mediana era de 37 anys. Per cada 100 dones de 18 o més anys hi havia 100,8 homes.
La renda mediana per habitatge era de 64.680 $ i la renda mediana per família de 72.674 $. Els homes tenien una renda mediana de 48.164 $ mentre que les dones 36.514 $. La renda per capita de la població era de 27.143 $. Aproximadament el 2% de les famílies i el 3,7% de la població estaven per davall del llindar de pobresa.